# Liên đoàn bóng đá România
Liên đoàn bóng đá România (tiếng România: Federaţia Română de Fotbal) là tổ chức quản lý, điều hành các hoạt động bóng đá ở România. Liên đoàn quản lý đội tuyển bóng đá quốc gia nam và nữ, tổ chức các giải bóng đá như vô địch quốc gia và cúp quốc gia. Liên đoàn bóng đá România gia nhập FIFA năm 1923 và UEFA năm 1954.